# Synagoge (Orlová)

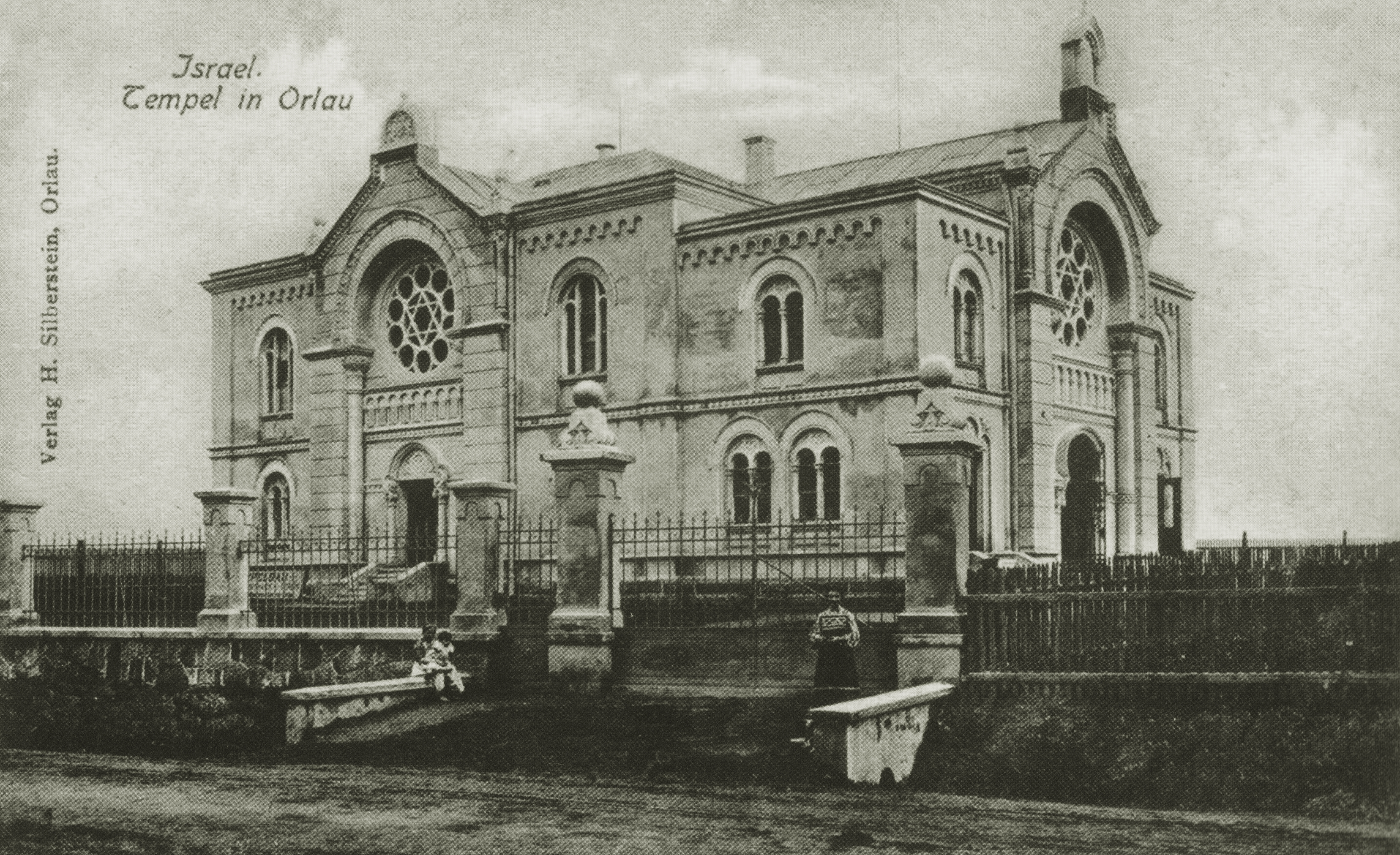
Synagoge vor 1916

Die Synagoge in Orlová (deutsch Orlau), einer tschechischen Stadt im Okres Karviná in der Region Mährisch-Schlesien, wurde 1905 errichtet und im September 1939 zerstört.

## Geschichte
Um das Jahr 1900 herum gab die reformierte jüdische Gemeinde Orlaus dem Wiener Architekten Jakob Gartner den Auftrag zum Bau einer Synagoge. Nach zweijähriger Bauzeit wurde diese am 10. September 1905 feierlich eröffnet.
Im Münchner Abkommen von 1938 wurde Orlová Polen zugesprochen, aber schon ein Jahr später mit Beginn des Zweiten Weltkriegs von deutschen Truppen besetzt. Unmittelbar danach wurde das Gebäude zerstört und die Ruine abgetragen.
Heute sind nur noch die Fundamente an der Stelle, wo die Synagoge stand, zu erkennen.

## Architektur
Das Synagogengebäude ist im Stil einer dreischiffigen Basilika konzipiert. Neben den romanischen Stilelemente wie den Rundbogenfenstern gibt es auch Elemente im maurischen Stil. Es hat keine Türme oder Kuppeln und ist mit Walmdächern bedeckt. Der Giebel über dem Haupteingang an der Westseite wird durch die Gesetzestafeln gekrönt. Neben dem Haupteingang gab es zu beiden Seiten zwei weitere Türen; entlang den Seiten im Westen und Süden waren noch einmal Eingänge. Über diesen sowie dem Haupteingang waren große Rosettenfenster mit einem Davidstern. Die Fenster waren in zwei Stockwerken angebracht. Hinter einer rechteckigen Apsis im Osten war der Toraschrein.
Vom Haupteingang erreichte man ein Vestibül, und von dort den Hauptsaal, den Gebetsraum der Männer. Neben dem Vestibül gab es auf einer Seite einen kleinen Raum und auf der anderen Seite den Treppenaufgang zur Frauenempore. Diese lief außer der Ostseite entlang der drei Seiten.
Die Bima befand sich nicht, wie im orthodoxen Judentum üblich, in der Mitte des Raumes, sondern war an den Toraschrein herangerückt. Sie stand dort auf einem leicht erhöhten Platz und war von einem kunstvollen Metallgitter umrandet.